# Bande rugueuse
Les bandes rugueuses sont un dispositif de signalisation routière horizontale destiné à attirer l'attention du conducteur d'un véhicule par un effet sonore et de vibration et à l'inciter à ralentir.

## Caractéristiques

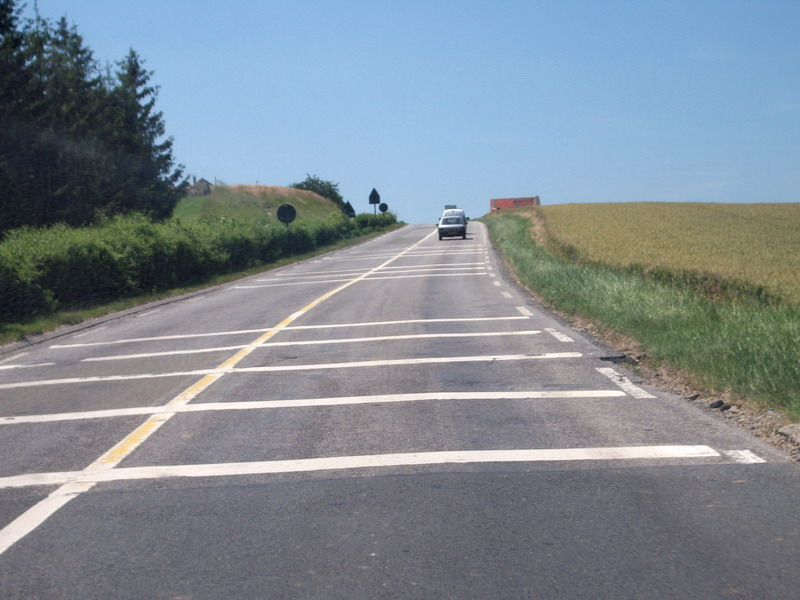
Bandes rugueuses.

Ces bandes rugueuses sont situées transversalement sur les routes, à l'approche d'intersections, de carrefours ou zones dangereuses. Les zones d'approche de certaines barrières de péage sur autoroutes en sont généralement équipées. 
En France, le dispositif comprend onze bandes large de cinquante (50) centimètres, réparties en quatre groupes, respectivement dans le sens de circulation de 1, 2, 3 puis 5 bandes. Elles peuvent être complétées par des panneaux de danger de type A2a, A2b ou A14 accompagnés d'un panonceau M9 si leur visibilité est réduite et parfois complétées de limitations de vitesse.
L'épaisseur de quelques millimètres de ces bandes provoque une légère secousse et le bruit émis par les gravillons alerte le conducteur qui, accentué  par la répétition et la multiplication de ces stimuli, réduit sa vitesse. Ces dispositifs sont censés mettre le conducteur en alerte et l'avertir de l'imminence d'un danger. Ces bandes sont quelquefois simplement constituées de peinture suffisamment épaisse pour induire l'effet souhaité.
Ces bandes ne doivent pas être confondues avec les bandes sonores disposées longitudinalement de la chaussée ayant but d'émettre également des vibrations et un bruit de roulement alertant le conducteur qui s'écarterait de sa voie de circulation.